# Eliana Liotta
Eliana Liotta (Siracusa, 13 febbraio 1968) è una giornalista, scrittrice e comunicatrice scientifica italiana.
È autrice dei libri best seller La Dieta Smartfood, la prima dieta europea con il bollino scientifico di un grande centro clinico e di ricerca, Il bene delle donne, L'età non è uguale per tutti e Prove di felicità. I suoi ultimi saggi sono La rivolta della natura e Il cibo che ci salverà (La Nave di Teseo). Dirige la collana editoriale Scienze per la vita per la casa editrice Sonzogno.

## Biografia
Giornalista professionista dal 1994, scrittrice e comunicatrice scientifica. Nata in Sicilia, a Siracusa, diplomata in pianoforte a 18 anni al Conservatorio, ha studiato Filosofia all'università dopo la maturità classica, conseguita con il massimo dei voti. A 21 anni ha vinto un concorso al Giornale di Sicilia di Palermo, dove ha lavorato come cronista per poi passare al Giorno di Milano. Vice degli Esteri a Libero, è stata assunta al Tg4 e poi a Class. In Rcs è stata vicedirettore del settimanale Oggi e per sette anni, fino al 2014, direttore del mensile, del sito e della collana di libri OK Salute e Benessere.
Firma due rubriche sui settimanali del Corriere della Sera: Io Donna e Corriere Salute (dal titolo Smart tips). È relatore in incontri scientifici e conferenze culturali. Da maggio 2015, su nomina dal Comune di Milano, è consigliere di amministrazione della Fondazione I Pomeriggi Musicali. Riconfermata nel 2019, è stata eletta vicepresidente del Teatro Dal Verme.
A febbraio 2016 ha pubblicato per Rizzoli (Gruppo Mondadori) il libro La Dieta Smartfood, la prima dieta europea approvata da un centro clinico e di ricerca, lo Ieo (Istituto europeo di oncologia di Milano). Il best seller, che si basa sugli studi di nutrigenomica, è fra i 50 libri più venduti nel 2016. È stato tradotto e distribuito in oltre 20 Paesi, tra cui Portogallo (da Arena, del gruppo Penguin Random House), Brasile (da Editora Rocco), Polonia (da Muza), Spagna, America Centrale e America Latina (da Editorial Grijalbo, del gruppo Penguin Random House), Lituania (da Alma Littera), Serbia (da Vulkan) e Vulkan) e Corea del Sud (da Minumsa). Il libro ha la consulenza del team SmartFood dello IEO, guidato da Pier Giuseppe Pelicci, direttore della ricerca dell’istituto, e coordinato dalla nutrizionista Lucilla Titta. Un euro a copia è devoluto per la ricerca alla Fondazione Ieo-Ccm. A ottobre 2016 è uscito in Italia, sempre per Rizzoli Libri e con il bollino scientifico Ieo, Le Ricette Smartfood, applicazione pratica del primo volume con la consulenza di uno staff di cuochi. I due libri, in versione aggiornata, illustrata e ampliata in 15 volumi, formano la collana Cibo e scienza: la Dieta Smartfood, in edicola con il Corriere della Sera e Oggi dal 27 dicembre 2017 ad aprile 2018.
A maggio 2017 ha dato alle stampe il saggio Il bene delle donne (Rizzoli, ripubblicato nel 2019 per Best Bur), che è insieme un romanzo da leggere e un manuale da sfogliare: un viaggio nell'universo femminile e una guida scientifica alla salute delle donne. Il coautore è Paolo Veronesi (figlio di Umberto Veronesi), direttore della Senologia chirurgica allo Ieo e presidente della Fondazione Umberto Veronesi. Il punto di partenza del libro è il concetto di femminismo scientifico, ovvero l'esigenza di realizzare la parità fra i sessi anche nelle cure, nelle ricerche di laboratorio, nelle corsie degli ospedali. Il saggio è rimasto per otto settimane nelle classifiche dei libri più venduti.
Il 17 maggio 2018 è uscito L’età non è uguale per tutti, in libreria per La Nave di Teseo (ripubblicato nel 2019 nella collana I delfini Best Seller). Il saggio racconta come educare se stessi a restare giovani, nel corpo e nello spirito, in base agli studi scientifici più attendibili e con una chiave di lettura: spegnere l'infiammazione. Il tema è affrontato grazie al contributo multidisciplinare di medici e ricercatori dell’ospedale universitario Humanitas, punto di riferimento mondiale per la ricerca sul sistema immunitario.
Il 30 maggio 2019 è uscito in libreria Prove di felicità, edito da La Nave di Teseo, andato subito nella classifica dei best seller. Il saggio raccoglie 25 idee riconosciute dalla scienza per vivere con gioia e nasce in collaborazione con l'Università Vita-Salute San Raffaele e l'Ospedale San Raffaele di Milano. Ed è con il numero uno della virologia dell’ospedale, Massimo Clementi, che ha scritto La rivolta della natura, sempre per La Nave di Teseo. Uscito il 25 giugno 2020, il libro è dedicato al rapporto fra epidemie e impatto delle attività umane sull’ambiente: la consulenza è dello European Institute on Economics and Environment (EIEE). 
L’8 aprile 2021 La Nave di Teseo ha dato alle stampe il libro Il cibo che ci salverà – La svolta ecologica a tavola per aiutare il pianeta e la salute. Nel saggio si spiega come sia indispensabile intervenire sul sistema alimentare, da cui dipende un terzo delle emissioni di gas serra, per contrastare il cambiamento climatico. L'opera ha la partnership scientifica dell'European Institute on Economics and Environment (EIEE) e del Progetto EAT della Fondazione Gruppo San Donato. 
Eliana Liotta dirige la collana editoriale Sonzogno Scienze per la vita, pensata per raccontare al grande pubblico le teorie più recenti delle scienze della vita, dalla genetica alla medicina, dalla nutrizione alle neuroscienze. Il primo libro della serie, a firma del gastroenterologo Silvio Danese, è il best seller La pancia lo sa (ottobre 2020). Il secondo titolo della collana è Uomini che piacciono alle donne (gennaio 2020) di Emmanuele A Jannini, con la prefazione di Piero Angela.
Fa parte del comitato scientifico per il palinsesto culturale 2020-2021 del Comune di Milano I Talenti delle Donne.

## Riconoscimenti
Tra i riconoscimenti, ha ricevuto il Premio Giornalismo in rosa della Regione Sicilia (2010), il Premio Cicerone ad Arpino (2014), il Premiolino (2017), il Bologna Award per la comunicazione della sostenibilità ambientale (2019), il Premio Montale Fuori di casa per la saggistica (2020), il riconoscimento Vivere a spreco zero (2020) per il libro La rivolta della natura e il Premio Giuditta (2020) per il saggio Prove di felicità.

## Opere

### Saggi
- La vita non è una corsa (La Nave di Teseo, 2024). Con la collaborazione degli specialisti dell’Università e dell’Ospedale San Raffaele di Milano
- Il cibo che ci salverà. La svolta ecologica a tavola per aiutare il pianeta e la salute (La Nave di Teseo, 2021). Con la partnership scientifica dell'European Institute on Economics and Environment (EIEE) e del Progetto EAT della Fondazione Gruppo San Donato
- La rivolta della natura (La Nave di Teseo, 2020) con Massimo Clementi. Con la consulenza dello European Institute on Economics and Environment (EIEE)
- Prove di felicità (La Nave di Teseo, 2019), in collaborazione con l'Università e l'Ospedale San Raffaele di Milano
- L’età non è uguale per tutti (La Nave di Teseo, 2018), in collaborazione con i medici e i ricercatori dell’ospedale universitario Humanitas
- Cibo e scienza: la Dieta Smartfood (I grandi illustrati del Corriere della Sera, 2017-2018), collana in 15 volumi in edicola con Corriere della Sera e Oggi
- Il bene delle donne (Rizzoli, 2017) con Paolo Veronesi
- Le Ricette Smartfood (Rizzoli, 2016) con la consulenza di Lucilla Titta e della cuoca Daniela Masina, prefazione di Pier Giuseppe Pelicci
- La Dieta Smartfood (Rizzoli, 2016) con la consulenza di Pier Giuseppe Pelicci e Lucilla Titta